# Giuseppe Buffi
Giuseppe Buffi (* 26. September 1938 in Locarno; † 20. Juli 2000 in Chioggia) war ein Schweizer Journalist und Politiker (FDP).

## Biografie
Giuseppe Buffi verbrachte seine Kindheit in Bellinzona und besuchte nach der obligatorischen Schule das Lehrerseminar von Locarno, wo er das Lehrerdiplom erwarb. Nach seiner Lehrtätigkeit an der Primarschule von Novaggio trat er 1964 in die Redaktion der Zeitung Il Dovere in Bellinzona ein. Für seine Artikel hochgelobt, wurde er 1976 zum Direktor der Zeitung ernannt.
In der Politik engagierte er sich in den Reihen der FDP des Kantons Tessin, war 1976–1986 Mitglied der Stadtregierung von Bellinzona und wurde 1971 in den Grossen Rat gewählt, wo er bis 1986 blieb.
Sein Bekanntheitsgrad verhalf ihm 1986 als Nachfolger von Carlo Speziali zur Wahl in den Staatsrat, wo er nacheinander die Departemente Erziehung und Inneres (1986–1987), Erziehung und Polizei (1987–1991), Erziehung und Militär (1991–1992) sowie Bildung und Kultur (1992–2000) übernahm. Er war viermal Präsident der Kantonsregierung, zuletzt ab April 1999.
In seiner Funktion als Staatsrat förderte Buffi den Aufbau der 1995 eröffneten Università della Svizzera italiana (USI) und der 1997 eröffneten Fachhochschule. Bis zur Ernennung von Marco Baggiolini im Februar 1997 stand er dem USI-Verwaltungsrat als CEO vor.
Im September 1999 wurde er auch zum Präsidenten des Locarno Film Festivals ernannt, wo er die Nachfolge des Festivalgründers Raimondo Rezzonico antrat.
Während seiner Ferien am Meer verstarb er 62-jährig unerwartet in Chioggia an einem Herzinfarkt am Steuer seines Autos.